# هجوم تدمر (مارس 2016)
الهجوم على تدمر (مارس 2016) كان عملية عسكرية نفذها الجيش العربي السوري لاسترداد مدينة تدمر السورية من تنظيم الدولة الإسلامية، بدأ الهجوم في 7 مارس 2016، وفي 27 من الشهر نفسه أعلن الجيش السوري إحكام السيطرة على المدينة. فرض تنظيم الدولة سيطرته على تدمر في مايو 2015 بعد هجوم على القوات النظامية السورية التي حاولت في يوليو استعادة السيطرة على المدينة.
في 17 مارس، أعلن تنظيم الدولة قتل 5 جنود روس في المعارك الدائرة في تدمر.
في 18 مارس، نفذ التحالف الدولي الذي تقوده الولايات المتحدة ضربة جوية استهدفت موقعًا قتاليًا لتنظيم الدولة بالقرب من تدمر.
في 24 مارس، ذكر المركز الروسي لتنسيق الهدنة في قاعدة حميميم الجوية أن الطيران الحربي الروسي نفذ 41 طلعة في محيط تدمر ما بين 20 و23 مارس، وجه خلالها 146 ضربة للتنظيم. بحلول يوم 26 مارس، كان الجيش السوري قد تمكن من استعادة بلدة العامرية الواقعة إلى الشمال من تدمر، وذلك بعد معارك مع التنظيم بحسب التلفزيون السوري.

## ردود الفعل
- سوريا: تزامن هذا الانتصار العسكري للجيش السوري مع زيارة وفد فرنسي لدمشق ولقائه الرئيس السوري الذي أشار خلال اللقاء إلى أن هذا الانتصار دليل على نجاح إستراتيجية الجيش السوري وحلفائه في التصدي للإرهاب، مقارنًا ذلك بما حققه التحالف الدولي بقيادة الولايات المتحدة.[44]
- روسيا: هنأ الرئيس الروسي فلاديمير بوتين الرئيس السوري بشار الأسد على استعادة السيطرة على تدمر وأكد على استمرار الدعم العسكري الروسي لسوريا «في مواجهة الإرهاب».[45] وذكر المتحدث باسم الكرملين أن بوتين أخبر بشار الأسد بتوجيهه وزارة الدفاع الروسية لتوفير أكبر قدر ممكن من المساعدة في إزالة الألغام من المدينة الأثرية.[46]